# Hyalopsallus diaphanus
Hyalopsallus diaphanus är en insektsart som först beskrevs av Reuter 1907.  Hyalopsallus diaphanus ingår i släktet Hyalopsallus och familjen ängsskinnbaggar. Inga underarter finns listade i Catalogue of Life.